# Angleur
Angleur is een plaats in de Belgische provincie Luik en sinds 1977 een deelgemeente van de stad Luik. Ze is gelegen aan de voet van een helling ten zuidwesten van Luik, op de linkeroever van de Ourthe voordat deze in de Maas uitkomt. Het lager gelegen deel van de gemeente omvat onder meer de buurten Rénory en Kinkempois en daar staat ook station Angleur. Het hoger gelegen deel van de gemeente omvat Sart-Tilman, waar zich het Liege Science Park bevindt. In Angleur is overigens op 24 juli 2019 de hoogste temperatuur tot dan toe in België gemeten, namelijk 40.2 °C, maar het was een dag later in Begijnendijk alweer warmer met 41,8 °C.

## Bezienswaardigheden
Er staan in het lagere deel van de gemeente twee kastelen:
- Het Kasteel van Péralta, het gemeentehuis
- Het Kasteel Nagelmackers, voormalige woonplaats van Georges Nagelmackers.
- De Pont de Liège is vanuit Angleur goed te zien.
- De Heilig-Hartkerk (Église Sacre-Coeur) in de wijk Kinkempois is een neogotisch kerkgebouw van 1948-1951.
- De Écluse de Rivage en Pot is een sluis die in 1854 werd aangelegd en die de Maas verbindt met het Ourthekanaal.
- De fabrieksgebouwen van de zinksmelter van de Vieille-Montagne die gesticht werd in 1835 en in werking bleef tot 1971. Vroeger omvatten deze gebouwen de kantoren en de directeurswoning. Naast de gebouwen ligt een fraai park met zeldzame bomen.
- De Sint-Remigiuskerk (Église Saint-Remy) is een neogotisch kerkgebouw van 1857-1861.

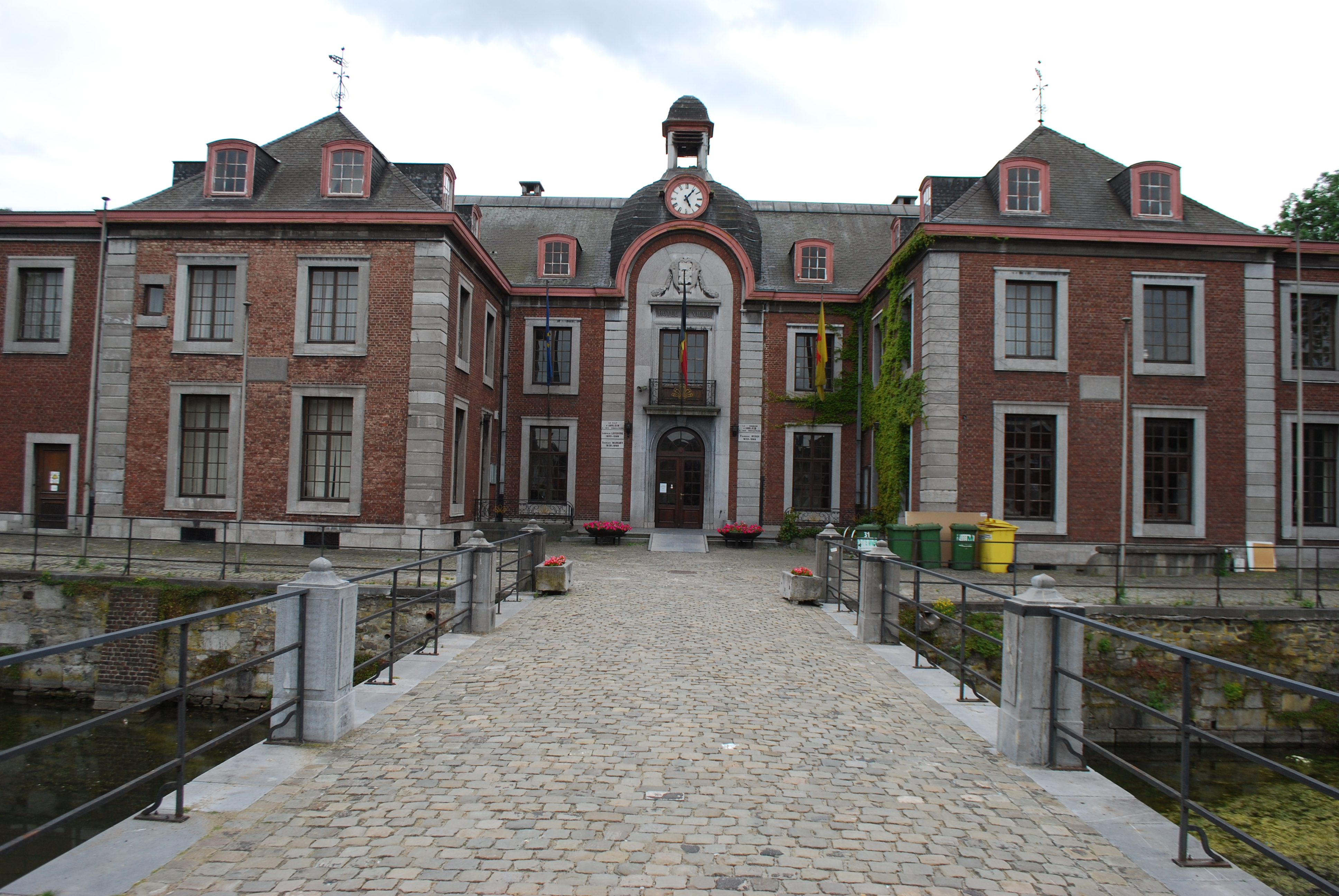
Kasteel van Péralta
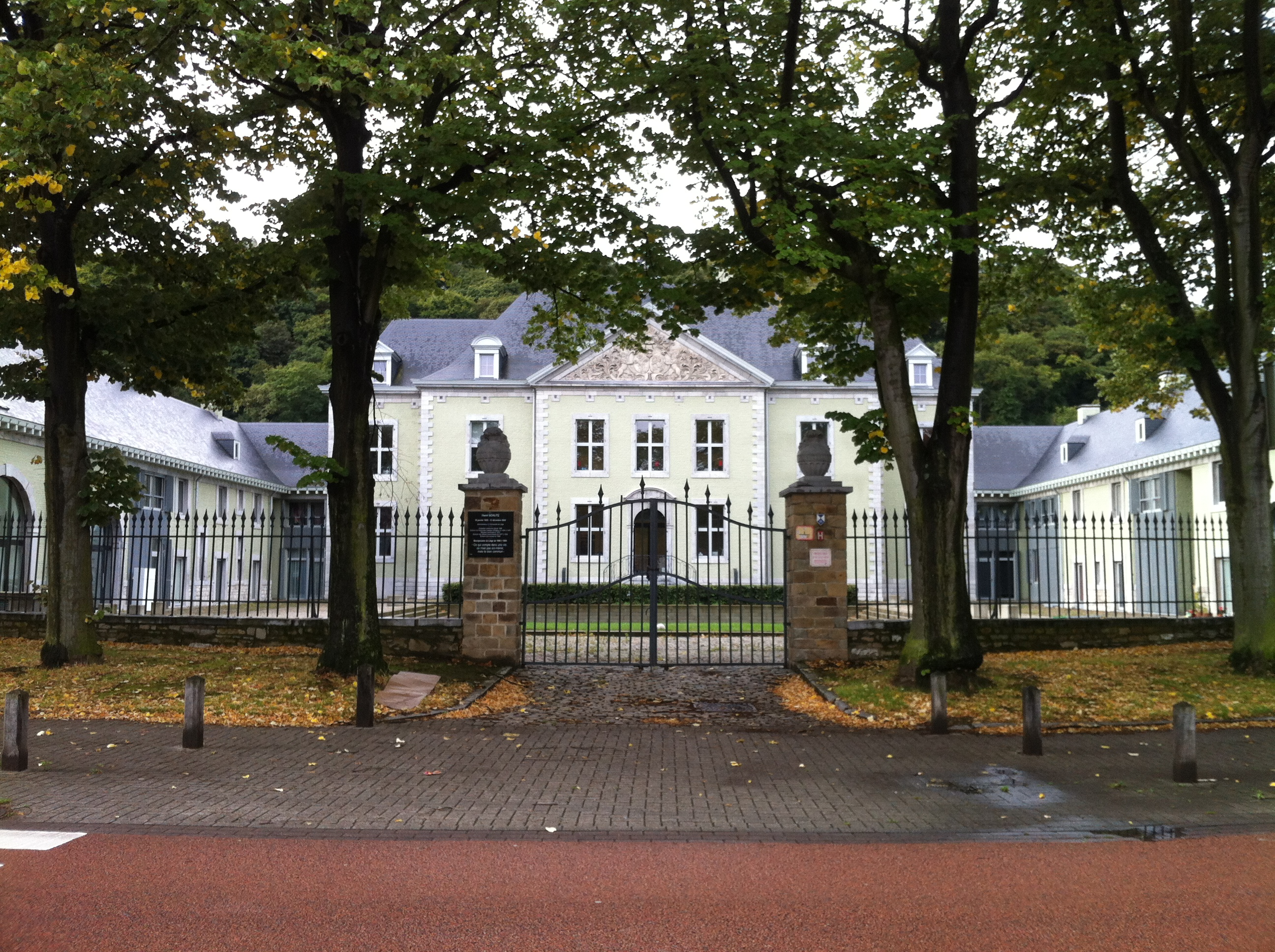
Kasteel Nagelmmackers
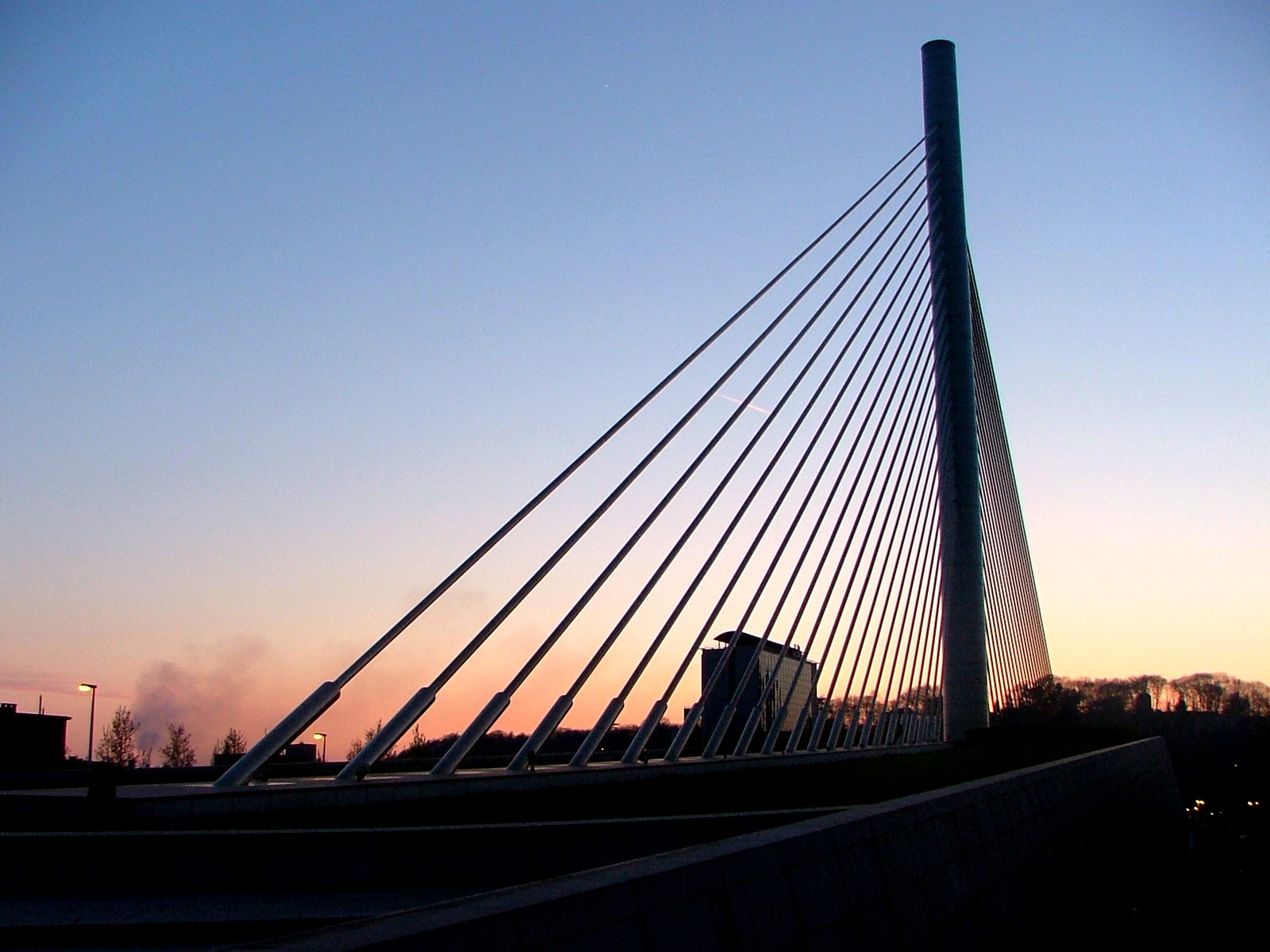
Pont de Liège vanaf Angleur
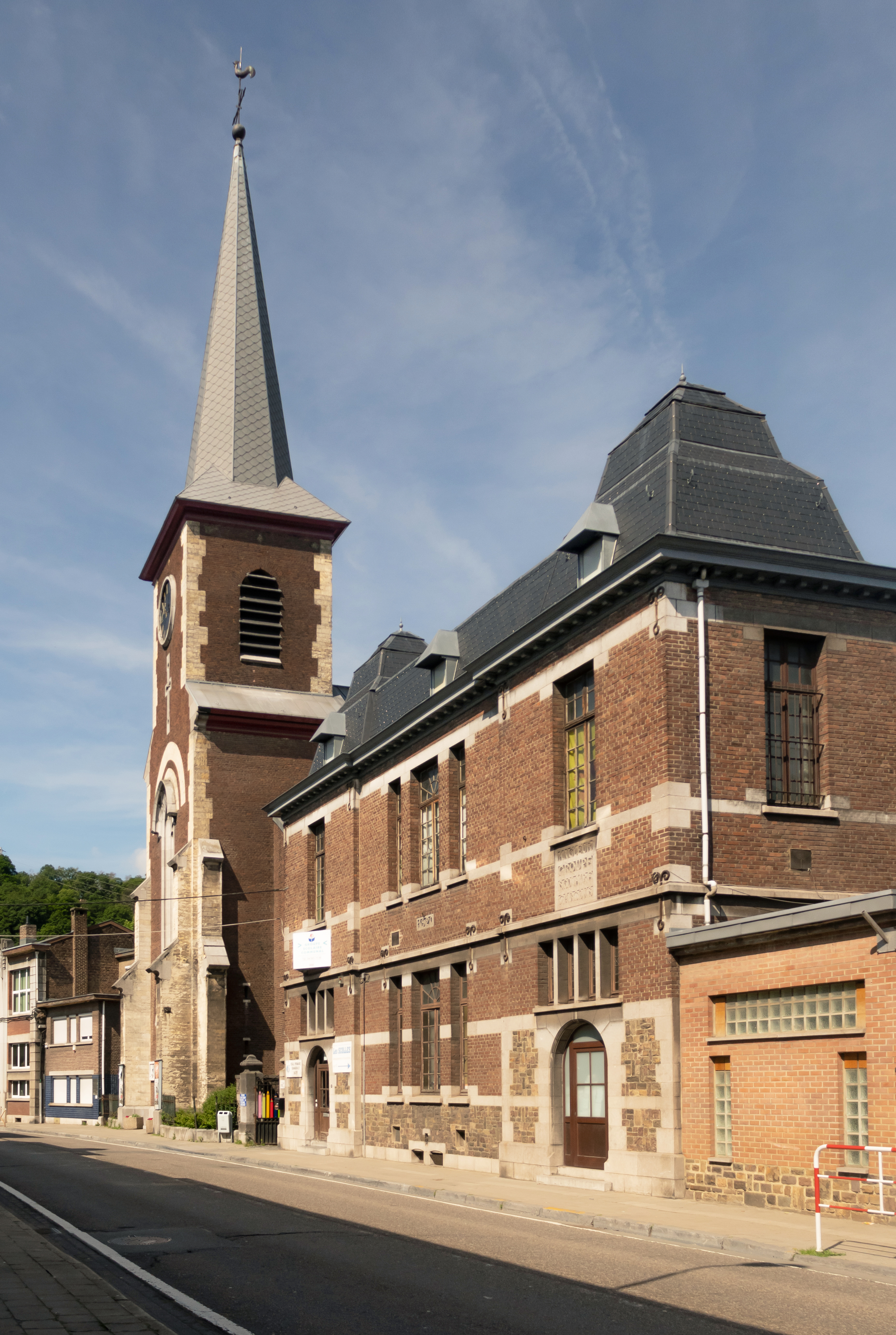
Sint-Remigiuskerk in Angleur

## Natuur en landschap
Angleur ligt nabij de monding van de Ourthe in de Maas. De wijk Kinkempois ligt aan de Maas terwijl de kom van Angleur zich in de vallei van de Ourthe bevindt. Ook de aanzet van het (nimmer voltooide) Ourtekanaal ligt in Angleur. Direct ten zuiden van Angleur vindt men een steile helling naar de hoogvlakte die op ruim 200 meter hoogte ligt.De hoogte aan de Sint-Remigiuskerk bedraagt 67 meter.

## Nabijgelegen kernen
Sart-Tilman, Embourg, Grivegnée, Chênée, Fétinne, Cointe in Luik (stad)
Deelgemeenten: Angleur · Bressoux · Chênée · Glain · Grivegnée · Jupille-sur-Meuse · Luik · Rocourt · Wandre

Wijken: Amercœur · Burenville · Bois-de-Breux · Centre · Cointe · Droixhe · Guillemins · Kinkempois · Laveu · Longdoz · Nord · Outremeuse  · Saint-Laurent · Sainte-Marguerite · Sainte-Walburge · Sart-Tilman · Sclessin · Thier-à-Liège · Vennes

Subwijken: Avroy · Coronmeuse · Cornillon · Fétinne · Naimette-Xhovémont · Pierreuse · Saint-Gilles · Saint-Léonard

Buurten: Le Carré · Féronstrée et Hors-Château · Quartier latin

Belgische gemeenten · arrondissement Luik · provincie Luik · Wallonië